# Teorema de Weierstrass

Una funció contínua ƒ(x) a l'interval tancat [a,b]. Pel Teorema de Weierstrass, és fitada i té un màxim (vermell) i un mínim (blau).

El teorema de Weierstrass, també conegut com a teorema dels valors extrems, és un teorema d'anàlisi real que postula que donada una funció f definida a l'interval tancat [a,b] contínua amb valors reals, f és fitada i té un màxim i un mínim absoluts. Aquest enunciat és equivalent a:
{\displaystyle f(c)\geq f(x)\geq f(d)\quad {\text{per a tot }}x\in [a,b]\mid c,d\in [a,b].\,}
Aquest mateix teorema es generalitza per funcions reals a espais mètrics (per exemple Rn) enunciant que una funció contínua en un conjunt compacte sempre té extrems absoluts (o sigui, màxim i mínim).

## Demostració
Com que {\displaystyle f([a,b])} està fitada en ser [a,b] un conjunt compacte i f una funció contínua aplicada sobre un compacte, podem assegurar que existeix un suprem finit M. És necessari trobar un punt d en [a,b] que satisfaci M = f(d). Donat un nombre natural n, com que M és suprem, M - 1/n no ho és per f. Llavors, existeix un punt dn en [a,b] tal que M - 1/n < f(dn). Això genera una successió {dn} segons es donen valors naturals a n. Com que M és suprem per f, tenim que M – 1/n < f(dn) ≤ M per tot n natural. Llavors, si fem tendir n cap a infinit pel criteri de compressió tenim que {f(dn)} convergeix a M.
Tenim una successió que convergeix al suprem del conjunt, per tant ara s'ha de veure que precisament el punt on s'assumeix el suprem és el punt d, inclòs en el conjunt i, per tant, aquest suprem és un màxim. Segons el Teorema de Bolzano-Weierstrass existeix una subsuccessió {\displaystyle d_{n_{k}}} que convergeix a un punt d i, com que [a,b] és tancat, d es troba a [a,b]. Com que f és contínua en el conjunt (incloent el punt d), la successió {f({\displaystyle d_{n_{k}}})} convergeix a f(d). Però {f({\displaystyle d_{n_{k}}})} és una subsuccessió de {f(dn)} que convergeix a M, llavors M = f(d) ja que si una successió és convergent a un punt qualsevol de la successió parcial convergeix al mateix punt. Per tant, f assumeix el suprem M en el punt d, i com que d és del conjunt és el màxim.
La demostració per veure que l'ínfim del conjunt [a,b] per f s'assumeix dins del conjunt i, per tant, és mínim, és anàloga a aquesta.

## Generalitzacions del teorema
El teorema de Weierstrass segueix sent vàlid per funcions definides sobre un espai topològic amb valors en els nombres reals. En aquest cas el teorema es pot enunciar així:
Sigui {\displaystyle (X,\tau )} un espai topològic i {\displaystyle K\subseteq X} un espai compacte.
Si {\displaystyle f:K\rightarrow \mathbb {R} } és una funció contínua, llavors existeixen {\displaystyle x_{1},x_{2}\in K} tals que {\displaystyle f(x_{1})\leq f(x)\leq f(x_{2})} per qualsevol {\displaystyle x\in K}.
El fet clau en la demostració d'aquesta versió del teorema està en el fet que les funcions contínues envien conjunts compactes en conjunts compactes.
També es pot generalitzar el teorema a funcions amb codomini diferent de {\displaystyle \mathbb {R} }, en aquest cas el teorema s'enuncia de la següent manera:
Sigui {\displaystyle (V,||\cdot ||)} un espai vectorial normat, {\displaystyle (X,\tau )} un espai topològic i {\displaystyle K\subseteq X} un espai compacte.
Si {\displaystyle f:K\rightarrow V} és una funció contínua, llavors existeixen {\displaystyle x_{1},x_{2}\in K} tals que {\displaystyle ||f(x_{1})||\leq ||f(x)||\leq ||f(x_{2})||} per qualsevol {\displaystyle x\in K}.